# Alessandro Vannucchi
Alessandro Vannucchi (Messina, 26 dicembre 1933 – Lido di Camaiore, 6 settembre 2016) è stato un generale italiano.

## Biografia
Ha frequentato il 9º Corso dell'Accademia Militare di Modena nel biennio 1952-1954 e della Scuola di Applicazione di Torino nel biennio 1954-1956 uscendone con il grado di tenente degli alpini e venendo destinato al Battaglione "Feltre", inquadrato nel 7º Reggimento alpini della Brigata alpina "Cadore".
Successivamente, nel 1959, quale vincitore di concorso, ha frequentato, presso la Scuola ufficiali carabinieri di Roma il 5º Corso di abilitazione per ufficiali in servizio permanente effettivo delle altre Armi aspiranti al passaggio nell'Arma.
Transitato nell'Arma dei Carabinieri ha comandato le tenenze di Pisa e di Volterra nonché la compagnia di Orbetello.
Frequentatore del 92º Corso di stato maggiore nel biennio 1967-1969 e del 92º Corso superiore di stato maggiore nell'anno accademico 1969-1970 presso la Scuola di guerra dell'esercito di Civitavecchia, ultimato il quale ha acquisito il titolo di scuola di guerra
Successivamente ha ricoperto gli incarichi di capo ufficio addestramento della Scuola sottufficiali carabinieri di Firenze, di capo Ufficio affari riservati del Comando Generale dell'Arma, di comandante del Gruppo Carabinieri di Trieste, di direttore di Divisione dell'Ufficio di coordinamento delle forze di Polizia presso il Ministero dell'Interno, di comandante della Legione Carabinieri di Milano, ove ha conseguito notevoli successi nella lotta alla criminalità organizzata, di capo di stato maggiore della 1ª Divisione Carabinieri "Pastrengo" in Milano, di comandante della Scuola ufficiali carabinieri, di comandante della Divisione unità mobili e speciali Carabinieri "Palidoro" e di capo di stato maggiore del Comando Generale dell'Arma dei Carabinieri.
Il 9 giugno 1995 ha assunto la carica di vice comandante generale dell'Arma dei Carabinieri, massimo traguardo riservato in quel momento agli Ufficiali dei Carabinieri.
Il 26 dicembre 1997 ha conseguito il grado di generale di corpo d'armata, transitando il successivo 27 dicembre in ausiliaria.

## Incarichi particolari
Nel corso dell'espletamento della carica di vice comandante generale ha anche tenuto rapporti funzionali a livello internazionale con la Guardia Nazionale Repubblicana del Portogallo, la Polizia militare di Israele, la Polícia Militar dello Stato di Rio de Janeiro, la Polizia Nazionale ungherese, la Guardia Civil spagnola e la Gendarmería Nacional Argentina. Ha preso, inoltre, parte nel 1995 come capo delegazione dell'Arma dei Carabinieri ai lavori del II Congresso Internazionale di Polizia svoltosi a Santiago del Cile.

## Corsi frequentati
Ha altresì frequentato i corsi di addestramento sciistico presso il Centro addestramento alpino di Aosta e di abilitazione al lancio col paracadute presso la Scuola Militare di Paracadutismo di Viterbo nonché la 13ª Sessione informativa per colonnelli presso la Scuola Ufficiali Carabinieri di Roma.

## Incarichi speciali
Contestualmente agli incarichi istituzionali assolti è stato altresì componente del gruppo di studio incaricato dal Ministero dell'Interno di elaborare uno schema di regolamento per la Scuola di Perfezionamento delle Forze di Polizia, membro del comitato scientifico della ricerca su "illecito e società" promossa dal Centro nazionale di prevenzione e difesa sociale e del Censis, direttore responsabile del periodico trimestrale Rassegna dell'Arma dei Carabinieri, direttore responsabile della rivista mensile Il Carabiniere  e membro del consiglio di amministrazione dell'Ente editoriale per l'Arma dei Carabinieri.